# Laudate Deum
A Laudate Deum (Dicsérjétek Istent) Ferenc pápa 2023. október 4-én közzétett, 73 pontból álló apostoli buzdítása. A katolikus egyházfő az éghajlati válság elleni fellépésre szólít fel, és írásában elítéli a klímaváltozás tagadását.
A cím Assisi Szent Ferenc szavaira és a 2015-ben megjelent Laudato si’ enciklikára utal. A Laudate Deum fő célja ismételten felszólítani minden jóakaratú embert, hogy törődjék a szegényekkel és a Földdel, közös otthonunkkal, ezáltal is ellensúlyozva többek között a társadalmi kirekesztést és a környezet pusztulását.
Ebben a dokumentumban a pápa reményét fejezi ki, hogy a társadalmak szerte a világon megváltoztatják életmódjukat, és fokozzák az alulról szerveződő tevékenységeket, amelyek célja a természeti környezetre gyakorolt negatív emberi hatás csökkentése, hogy megakadályozzák a Föld még tragikusabb károsodását. A drámai környezetkárosodás nemcsak az őslakos népeket, a szegényeket és a veszélyeztetett fajokat érinti, hanem minden fiatal jövőjét is. Arra is felszólítja a politikusokat és a gazdagokat, hogy a közjóért dolgozzanak, ne pedig saját hasznukért és partikuláris érdekeikért. Végül (a 73. pontban) a pápa hangsúlyozza, hogy „amikor az emberek azt állítják, hogy Isten helyébe lépnek, saját maguk legrosszabb ellenségeivé válnak”.

## Fordítás
- Ez a szócikk részben vagy egészben  a   Laudate Deum című angol Wikipédia-szócikk ezen változatának fordításán alapul.  Az eredeti cikk szerkesztőit annak laptörténete sorolja fel. Ez a jelzés csupán a megfogalmazás eredetét és a szerzői jogokat jelzi, nem szolgál a cikkben szereplő információk forrásmegjelöléseként.